# Cardinale protovescovo
Il cardinale protovescovo è il cardinale vescovo che appartiene da più tempo al collegio cardinalizio.
Se più cardinali vescovi sono stati creati cardinali nel medesimo concistoro, è protovescovo il primo nell'ordine del biglietto di nomina.
Per secoli al cardinale protovescovo era riservata la carica di decano del collegio cardinalizio, che invece a partire dal motu proprio Sacro Cardinalium Consilio di Paolo VI del 1965 è diventata una carica elettiva all'interno dei cardinali vescovi. Oggi dunque cardinale protovescovo e cardinale decano possono essere due ruoli distinti.
Dal 4 settembre 2019 il cardinale protovescovo è Francis Arinze, cardinale vescovo di Velletri-Segni; è stato creato cardinale da Giovanni Paolo II nel concistoro del 20 maggio 1985.

## Cronotassi dei cardinali protovescovi
- Vedi elenco dei decani fino al 26 febbraio 1965

- Eugène Tisserant † (26 febbraio 1965 – 21 febbraio 1972 deceduto)
- Fernando Cento † (21 febbraio 1972 – 13 gennaio 1973 deceduto)
- Amleto Giovanni Cicognani † (13 gennaio – 17 dicembre 1973 deceduto)
- Carlo Confalonieri † (17 dicembre 1973 – 1º agosto 1986 deceduto)
- Agnelo Rossi † (1º agosto 1986 – 21 maggio 1995 deceduto)
- Paolo Bertoli † (21 maggio 1995 – 8 novembre 2001 deceduto)
- Bernardin Gantin † (8 novembre 2001 – 13 maggio 2008 deceduto)
- Roger Etchegaray † (13 maggio 2008 – 4 settembre 2019 deceduto)
- Francis Arinze, dal 4 settembre 2019